# Коледж Бейлліол
Коледж Бейлліол (англ. Balliol College)  — один із найстаріших коледжів Оксфордського університету. Засновником якого був Джон де Балліол у 1263 році.
Студенти Бейлліол коледжу традиційно найбільш політично активні в Оксфордському університеті. Тут навчались багато хто з прем'єр-міністрів Великої Британії. Тут також найбільший процент іноземних студентів в Оксфорді. У XIX столітті, коли посаду ректора коледжу займав Бенджамін Джоуетт, Бейлліол став одним з найважливіших коледжів Оксфорду.

## Відомі учні та слухачі
- Адам Сміт
- Метью Арнолд
- Арнольд Тойнбі
- Джон Вікліф
- Джон Бізлі
- Роберт Сауті
- Олдос Хакслі
- Ґрем Ґрін
- Говард Маркс
- Барух Бламберг
- Олаф V
- Гаральд V
- Томас Мор
- Ісайя Берлін
- Даніель Кон-Бендіт
- Тоні Блер
- Білл Клінтон
- Невіл Шют
- Вільям Беверидж
- Френсіс Еджуорт
- Джон Хікс
- Волт Ростоу
- Лестер Туроу
- Джеймс Біллінгтон
- Льюіс Немьєр
- Крістофер Гілл
- Робертсон Девіс
- Кеннет Довер
- Джордж Стейнер
- Джеймс Бредлі
- Річард Докінз
- Сірил Гіншелвуд
- Ентоні Леггет
- Джеймс Стірлінг
- Джон Вайтхед
- Крістофер Гітченс
- Джон Шлезінгер
- Джон Темплтон
- Джон Остін
- Бернард Вільямс
- Чарльз Лідбітер
- Гілер Беллок
- Артур Клаф
- Джерард Менлі Гопкінс
- Ендрю Ленг
- Алджернон Чарльз Суїнберн
- Борис Джонсон
- Деніс Вінстон Гілі
- Едвард Хіт
- Рой Гаріс Дженкінс
- Гарольд Макмілан
- Герберт Генрі Асквіт
- Джордж Натаніел Керзон
- Едуард Кардуелл
- Генрі Лансдаун
- Вінсент Мессі
- Серетсе Кхама
- Принцеса Масако
- Пол Сарбейнз
- Шогі Ефенді
- Фредерік Фабер
- Рональд Нокс
- Джон Мортон
- Літтон Стрейчі
- Едвард Грей
- Клаус фон Болен унд Гальбах